# Nataša
Nataša je  žensko osebno ime.

## Izvor imena
Ime Nataša je ruska skrajšana oblika imena Natalъja, slovensko Natalija. Ime Nataša se je po Evropi verjetno razširilo s Tolstojevim romanom Vojna in mir, v katerem se tako imenuje glavna junakinja. Ime Natalъja je prišlo v Rusijo s krščanstvom iz Bizanca.

## Različice imena
Natasja, Natašija, Natašja, Nataška, Natka

## Pogostost imena
Po podatkih Statističnega urada Republike Slovenije je bilo na dan 31. decembra 2007 v Sloveniji število ženskih oseb z imenom Nataša: 10.229. Med vsemi ženskimi imeni pa je ime Nataša po pogostosti uporabe uvrščeno na 9. mesto.

## Osebni praznik
V koledarju je ime Nataša uvrščeno k imenu Natalija.

## Zanimivost
Ime Natalъja je bilo v Ukrajini več stoletij vodilno ime, kjer je Natalъja - Poltavka skoraj postala splošna oznaka za Ukrajinko.